# Токай (Венгрия)
Токай (венг. Tokaj) — город в Венгрии. Находится в медье Боршод-Абауй-Земплен (Северная Венгрия) на берегу р. Тиса. Расстояние до Мишкольца, административного центра медье, составляет 54 км. Численность населения на 1 января 2014 года — 4514 человек.
Город Токай — центр винодельческого региона Токай-Хедьялья, в котором производится одноимённое вино. Регион включён в список всемирного наследия ЮНЕСКО.

## География
Он расположен в 54 км к востоку от Мишкольца, в знаменитом винодельческом регионе Токай, у слияния двух рек Тиса и Бодрог, у подножия Лысой горы, напротив Ракамаза в Тисе. В развитии города сыграла не только его роль в производстве вина и продаже вина, но и его местоположение в качестве транспортного узла. Токай был самыми важными воротами для движения колесниц между Восточным нагорьем и Великой восточной равниной.

## История
Винодельческий район впервые упоминается под названием Токай в 1067 году. Сам город впервые упоминается в документах в 1353 году. Его первым замком был мотт и бейли, который был разрушен во время вторжения монголов в Венгрию. К XIV веку в городе уже был каменный замок, принадлежащий усадьбе Диошдьёр.
После 1450 года Токай был собственностью семьи Хуньяди, поэтому после того, как Матиас Хуньяди стал царем, город стал королевским имением. В 1705 году Франциск II Ракоци приказал разрушить замок.
После Австро-Венгерского компромисса 1867 года город процветал, но когда начались мировые войны, он серьёзно пострадал, потерял свое значение и статус города. Даже его роль в торговле вином перешла к Шаторальяуйхей.
Токай снова получил статус города в 1986 году, и он снова начал процветать. Сейчас город является популярной туристической достопримечательностью.

## Токайские вина
Винные погреба в Токае построены 500—700 лет назад и обладают идеальным уровнем влажности воздуха и постоянной температурой в 10-12 °C. Сам провинциальный городок Токай в народе называют «многоэтажным», но его «этажи» уходят не вверх, а под землю, вниз. Длина токайских подвалов составляет 40 км. Стены погребов покрыты плесневым грибком Cladosporium cellare, мягкой тёмно-серой плесенью, в которой, если потрогать, утопают руки. Грибок питается алкоголем, испаряющимся из винных бочек. Эта подвальная плесень создаёт в погребах специальный микроклимат, придающий токайским винам их уникальный аромат.

## Население
| 1990  | 1991  | 1992  | 1993  | 1994  | 1995  | 2001  | 2002  | 2003  |
| ----- | ----- | ----- | ----- | ----- | ----- | ----- | ----- | ----- |
| 5358  | ↘5269 | ↘5173 | ↘5113 | ↘4984 | ↘4441 | ↗5153 | ↗5155 | ↘5009 |
| 2004  | 2005  | 2009  | 2011  | 2013  | 2014  | 2017  | 2021  | 2022  |
| ↘4928 | ↘4865 | ↘4747 | ↘4555 | ↘4524 | ↘4514 | ↘4155 | ↘3850 | ↘3530 |
| 2023  | 2024  |       |       |       |       |       |       |       |
| ↗3801 | ↘3743 |       |       |       |       |       |       |       |

## Города-побратимы
- Биньямина-Гиват Ада, Израиль[12]
- Деж, Румыния
- Кормонс, Италия
- Руст, Австрия[13]
- Снина, Словакия
- Сонома, США[14]
- Супетар, Хорватия[13]
- Эстрих-Винкель, Германия